# Жизнь Пи
«Жизнь Пи» (англ. Life of Pi) — роман, за который его автор, Янн Мартел, получил Букеровскую премию в 2002 году. Книга была опубликована в Канаде издательством Knopf, в США — Анной Пэтти, издательство Harcourt, в Великобритании — Джейми Бингом, издательство Canongate, в Германии — издательством Fischer, и в России опубликована издательством София.
В романе использован основной сюжетный ход романа Моасира Скляра «Макс и семейство кошачьих».
По мотивам книги поставлен одноимённый фильм, премьера которого состоялась на Нью-йоркском кинофестивале 28 сентября 2012 года.

## Главные герои
- Пи (Писин Молитор Патель): знаток повадок животных и трёх мировых религий, оказавшийся после шторма на шлюпке посреди океана в компании грозного бенгальского тигра.
- Ричард Паркер: взрослый, трёхгодовалый бенгальский тигр, спутник Пи.
- Сантуш Патель: отец Пи, директор зоопарка.
- Гита Патель: мать Пи.
- Рави Патель: старший брат Пи, зубоскал и лучший игрок школы в крикет.
- Сатиш Кумар: школьный учитель Пи по зоологии, постоянный посетитель зоопарка. Рьяный коммунист и откровенный атеист.
- Господин Томохиро Окамото: сотрудник Управления торгового флота при Министерстве транспорта Японии.
- Ацуро Чиба: помощник Томохиро Окамото.

## Исторические личности
- Стивен Каллахэн
- Линь Пэн
- Уильям Блай
- Оуэн Чейз
- Морарджи Десаи
- Махатма Ганди